# Menhir de Perafita
El Menhir de Perafita, és un menhir del terme comunal de Banyuls de la Marenda, a la comarca del Rosselló (Catalunya del Nord), al costat mateix del termenal amb Cervera de la Marenda, al sud-est del petit poble de Perafita.

## Situació
Està situat al sud del terme de Banyuls de la Marenda, ben bé al límit amb Cervera de la Marenda, a ponent de la població de Perafita.

## Característiques
Es tracta d'un menhir, o pedra dreta, en el país.